# Murexechinus melanurus
Murexechinus melanurus е вид бозайник от семейство Торбести мишки (Dasyuridae), единствен представител на род Murexechinus.

## Разпространение и местообитание
Видът е разпространен в Индонезия и Папуа Нова Гвинея. Естественото му местообитание са субтропичните и тропически сухи гори.